# Act Prohibiting Importation of Slaves
Act Prohibiting Importation of Slaves (en español: Ley de Prohibición de la Importación de Esclavos) de 1807 (2 Stat. 426, promulgada el 2 de marzo de 1807) es una ley federal estadounidense que prohibía la importación de esclavos a Estados Unidos. Entró en vigor el 1 de enero de 1808, la fecha más temprana permitida por la Constitución de Estados Unidos.
Esta legislación fue promovida por el presidente Thomas Jefferson, quien pidió su promulgación en su Discurso del Estado de la Unión de 1806. Él y otros habían promovido la idea desde la década de 1770. Reflejaba la fuerza de la tendencia general hacia la abolición del comercio internacional de esclavos, que Virginia, seguida por todos los demás estados, había prohibido o restringido desde entonces. Sin embargo, Carolina del Sur había reabierto su comercio. El Congreso reguló por primera vez este comercio en la Ley de Comercio de Esclavos de 1794. La ley de 1794 puso fin a la legalidad de los barcos estadounidenses que participaban en el comercio. La ley de 1807 no cambió solo eso: convirtió en delito federal toda importación procedente del extranjero, incluso en barcos extranjeros.
El comercio nacional de esclavos dentro de Estados Unidos no se vio afectado por la ley de 1807. De hecho, con el fin del suministro legal de esclavos importados, el comercio nacional aumentó en importancia. Además, persistía cierto contrabando de esclavos.

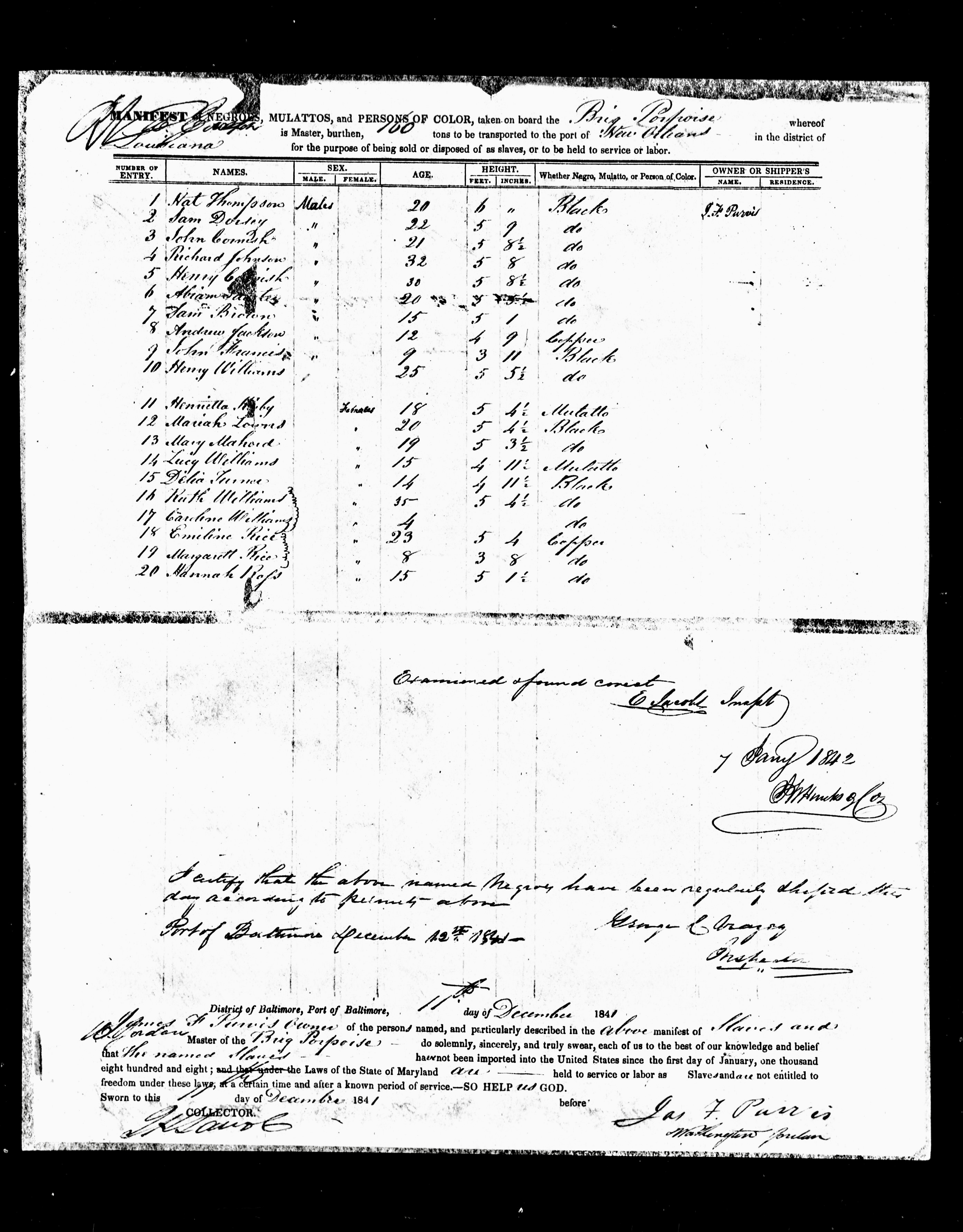
Manifiesto del bergantín esclavista costero Porpoise, que partió de Baltimore hacia Nueva Orleans en 1841, con todas las partes atestiguando que ninguna de las personas esclavizadas a bordo había sido "importada a Estados Unidos desde el primer día de enero de mil ochocientos ocho".

## Contexto
La Ley sólo afectaba a la importación o exportación de esclavos, y no al comercio interno en los estados o entre estados. Durante la Revolución Americana, todas las Trece Colonias prohibieron su participación en el comercio internacional de esclavos (algunas también abolieron internamente la esclavitud), pero tres estados reabrieron más tarde de nuevo el comercio internacional de esclavos (Carolina del Norte prohibió la importación de esclavos en 1794 y reforzó la ley en 1795. Georgia recibió buques negreros transatlánticos hasta 1798. Carolina del Sur reabrió el comercio transatlántico de esclavos en diciembre de 1803 e importó 39.075 personas esclavizadas de ascendencia africana entre 1804 y 1808). La Sección 9 del Artículo 1 de la Constitución de Estados Unidos protegía de la prohibición federal la participación de un estado en el comercio atlántico de esclavos durante veinte años. El Artículo 5 establecía que esta cláusula no podía verse afectada por una enmienda constitucional. Sólo a partir del 1 de enero de 1808 podía haber una ley federal que aboliera la trata internacional de esclavos en todos los estados, aunque los estados individuales podían prohibirla y de hecho lo hicieron antes de ese momento.
La Migración o Importación de las Personas que cualquiera de los Estados ahora existentes considere apropiado admitir, no será prohibida por el Congreso antes del Año mil ochocientos ocho, pero se podrá imponer un impuesto o derecho sobre dicha Importación, que no exceda de diez dólares por cada Persona.
- Wikisource contiene obras originales de o sobre Ley que prohíbe la importación de esclavos.

En 1775, los africanos, tanto libres como esclavos, constituían el 20% de la población de las Trece Colonias, lo que los convertía en el segundo grupo étnico más numeroso después de los angloamericanos. En 1774, las influyentes y revolucionarias Resoluciones de Fairfax exigieron el fin de la "perversa, cruel y antinatural" trata atlántica de esclavos. Durante la Guerra Revolucionaria, las colonias unidas se comprometieron a prohibir su participación en el comercio transatlántico de esclavos. Esto se hizo por una variedad de razones económicas, políticas y morales dependiendo de la colonia. Tras la victoria estadounidense en 1783, Carolina del Sur reanudó el comercio de esclavos en su colonia hasta prohibirlo de nuevo en 1787, pero volvió a abrirlo en 1803; mientras que Carolina del Norte permitió el comercio desde después del Tratado de París (1783) hasta abolir su participación en el comercio de esclavos en 1794; y Georgia permitió el comercio de esclavos entre 1783, hasta que cerró su comercio internacional en 1798. En 1807, sólo Carolina del Sur permitía el comercio de esclavos en el Atlántico.
El 22 de marzo de 1794, el Congreso aprobó la Ley de Comercio de Esclavos de 1794, que prohibía fabricar, cargar, equipar o despachar cualquier barco para ser utilizado en el comercio de esclavos, limitando esencialmente el comercio a barcos extranjeros. El 5 de agosto de 1797, John Brown, de Providence, Rhode Island, se convirtió en el primer estadounidense juzgado en un tribunal federal en virtud de la ley de 1794. Brown fue condenado y obligado a confiscar su barco Hope. En la ley de 1798 por la que se creó el Territorio del Misisipi, el Congreso permitió el traslado de esclavos del resto de Estados Unidos al Territorio del Misisipi, y eximió al territorio de la parte de la Ordenanza Noroeste de 1787 que abolía la esclavitud en el Territorio del Noroeste (actual Medio Oeste) después de 1800. Sin embargo, la misma ley también abolía la importación de esclavos al Territorio del Misisipi desde "partes extranjeras" (naciones extranjeras). La pena por importar ilegalmente esclavos del extranjero al territorio era una multa de 300 dólares. En la Ley de Comercio de Esclavos de 1800, el Congreso ilegalizó la inversión de ciudadanos estadounidenses en el comercio y el empleo de ciudadanos estadounidenses en barcos implicados en el comercio.

## Aprobación de la ley
El 3 de marzo de 1805, Joseph Bradley Varnum presentó una Proposición de Massachusetts para enmendar la Constitución y abolir la trata de esclavos. Esta proposición se pospuso hasta 1807.

El 2 de diciembre de 1806, en su mensaje anual al Congreso, ampliamente reproducido en la mayoría de los periódicos, el presidente Thomas Jefferson denunció las "violaciones de los derechos humanos":

Los felicito, conciudadanos, por la proximidad del período en el que pueden interponer su autoridad constitucionalmente, para retirar a los ciudadanos de los Estados Unidos de toda participación adicional en esas violaciones de los derechos humanos que se han continuado durante tanto tiempo sobre los habitantes no infractores de África, y que la moralidad, la reputación y los mejores intereses de nuestro país, han estado ansiosos por proscribir.
Bajo el liderazgo de Varnum, la legislación avanzó en el Congreso y fue aprobada por ambas cámaras el 2 de marzo de 1807. La Cámara y el Senado acordaron un proyecto de ley, aprobado el 2 de marzo de 1807, llamado Ley para prohibir la importación de esclavos a cualquier puerto o lugar dentro de la jurisdicción de Estados Unidos, a partir del primer día de enero del año de Nuestro Señor Mil Ochocientos Ocho. La medida también regulaba el comercio de esclavos a lo largo de la costa. El presidente Thomas Jefferson firmó la ley el 2 de marzo de 1807. Muchos congresistas creyeron que la ley acabaría con la esclavitud en el Sur, pero se equivocaron.
El papel de la Armada Naval se amplió para incluir patrullas frente a las costas de Cuba y Sudamérica. La fecha de entrada en vigor de la ley, el 1 de enero de 1808, fue celebrada por Peter Williams, Jr. en "Una Oración sobre la Abolición del Comercio de Esclavos" pronunciada en la ciudad de Nueva York.

## Eficacia y procedimientos legales
Aunque no se conocen cifras exactas, los historiadores calculan que hasta 50.000 esclavos fueron importados ilegalmente a Estados Unidos después de 1808, sobre todo a través de la Florida española y Texas, antes de que estos estados fueran admitidos en la Unión. Sin embargo, el gobernador de Carolina del Sur, Henry Middleton, calculó en 1819 que cada año llegaban 13.000 esclavos africanos de contrabando.: 160 

El libro clásico de Carl C. Cutler sobre los clípers americanos recoge:
La ley que prohibió el comercio de esclavos en 1808 proporcionó otra fuente de demanda de barcos rápidos, y durante otro medio siglo muchos ciudadanos respetables de la mayoría de los puertos estadounidenses siguieron equipando y financiando barcos para este comercio. Los periódicos de los años cincuenta contienen referencias ocasionales al número de barcos que zarpaban de las diversas ciudades en este tráfico. En uno de ellos se afirma que en 1859 había siete barcos esclavistas en Nueva York y muchos más en los puertos más grandes.
En 1820, el comercio de esclavos se convirtió en un delito capital con una enmienda a la Ley de 1819 para Proteger el Comercio de Estados Unidos y Castigar el Delito de Piratería. Entre 1837 y 1860 se presentaron en Estados Unidos un total de 74 casos de trata de esclavos, "pero pocos capitanes habían sido condenados, y los que lo habían sido habían recibido penas insignificantes, que por lo general habían podido evitar". Nathaniel Gordon, ahorcado en 1862, fue la única persona ejecutada por tráfico ilegal de esclavos en Estados Unidos.
Además, tras la abolición de la trata de esclavos en Estados Unidos en 1808, muchos estadounidenses siguieron participando en el comercio de esclavos transportando africanos a Cuba. Entre 1808 y 1860, casi un tercio de todos los barcos negreros eran propiedad de comerciantes estadounidenses o se construyeron y equiparon en puertos estadounidenses. Es posible que los ciudadanos estadounidenses "transportaran el doble de africanos a otros países como Cuba y Brasil que a sus propios puertos".
La Armada estadounidense tardó en instituir patrullas antiesclavistas frente a los puertos esclavistas de África; no fue hasta la legislación de 1820 cuando se otorgó autoridad al presidente para utilizar buques navales en esta tarea. Incluso entonces, la actividad de aplicación de la ley fue esporádica y en gran medida ineficaz. La posición de Estados Unidos significaba que muchos barcos negreros de otros países enarbolaban falsamente la bandera estadounidense para evitar ser apresados por las patrullas antiesclavistas británicas. El primer buque de guerra estadounidense enviado a la costa africana para interceptar los barcos que operaban en el comercio ilegal fue el USS Cyane. Un total de cinco buques de la marina estadounidense estuvieron estacionados allí en 1820 y 1821, deteniendo a 11 esclavistas estadounidenses. No hubo más patrullas antiesclavistas estadounidenses hasta 1842, y entonces con una eficacia limitada debido a la presión política de los estados esclavistas. El comercio de esclavos en el Atlántico no terminó hasta la guerra de Secesión, cuando se impidió la navegación de barcos construidos y gestionados por estadounidenses.: 33, 36, 415–416 

## Propuestasantebellumde reapertura de los tragafuegos
En el Sur, los Fire-Eaters —extremistas proesclavistas antebellum— propusieron derogar la ley y legalizar de nuevo el comercio internacional de esclavos en Estados Unidos. El historiador Erskine Clarke escribe que este llamado "era una expresión descarada de su desprecio por cualquier sentimiento antiesclavista y parte de su estratagema para dividir la nación y crear una confederación esclavista". Entre otras cosas, los Fire-Eaters esperaban que la reapertura del comercio internacional de esclavos indignara al Norte y que la indignación de los norteños hiciera que los sureños blancos se unieran y avanzaran hacia la secesión".
Además de azuzar las tensiones seccionales, los Fire-Eaters abogaban por la reapertura del comercio de esclavos con el fin de hacer bajar el precio de los esclavos; equilibrar los millones de inmigrantes europeos que se habían asentado en el Norte y mantener la representación sureña en el Congreso; y afirmar la moralidad de la esclavitud: "Había que enderezar el comercio de esclavos, de lo contrario la esclavitud estaba en peligro". En esencia, los Fire-Eaters deseaban "legitimar el comercio de esclavos para dejar claro que tanto la esclavitud como el comercio de esclavos africanos eran prácticas moralmente aceptables", el cual era un punto de vista que pretendía ser precisamente opuesto al de los abolicionistas, que afirmaban la inmoralidad tanto de la esclavitud como del comercio de esclavos. Este punto de vista alarmó incluso a personajes que estaban a favor de la esclavitud, como el expresidente John Tyler, que en su retiro escribió una carta ampliamente difundida en la que condenaba el llamado de los Fire-Eaters a derogar el Artículo 8 del Tratado Webster-Ashburton (que prohibía el comercio de esclavos). Tyler señaló que el Sur había votado a favor de ratificar el tratado.
La esclavitud y la economía algodonera experimentaron un auge durante la década de 1850, y los precios del algodón resurgieron tras el declive de la década de 1840. Esto, a su vez, hizo subir el precio de los esclavos, lo que provocó una mayor presión para reabrir el comercio de esclavos con el fin de satisfacer la demanda o bajar los precios. Sin embargo, no todos los sureños pensaban así, ya que el alto precio de los esclavos beneficiaba a los propietarios y comerciantes de esclavos. Pero el sentimiento general era que la reapertura del comercio era una extensión lógica del apoyo a la esclavitud. Los sureños razonaban que, si la esclavitud era buena, entonces poner a más gente en la esclavitud también debía ser bueno, y que, si comerciar con esclavos en el Sur estaba bien, entonces comerciar con ellos desde África también debía estar bien. Las convenciones de los plantadores del Sur pidieron repetidamente que se reabriera el comercio. Esto, por supuesto, no prosperó en el Congreso. También hubo intentos de las legislaturas estatales de permitir la importación de "aprendices" de África, pero sin éxito. Cuando fracasó el intento de derogar la ley de esclavitud, algunos optaron simplemente por ignorarla. Entre los casos más notables de la década de 1850 figuran los esclavos contrabandeados a bordo del Wanderer y el Clotilda.